# Індан
Індан (2,3-дигідроінден, гідринден) — вуглеводень проміжного класу, що відноситься і до циклоалканів, і до аренів. Індан є вихідним продуктом для синтезу 2-, 4-, 5-інданолів, що використовуються у виготовленні лікарських засобів.

## Добування
Індан міститься у кам'яновугільній смолі (0,1%) і у нафталіновій фракції нафти (0,9%).
Отримують індан гідруванням індену у присутності подрібненого нікелю при 200°C. 
Препаративний спосіб: нагрівання індену до 270°C у присутності хлориду кальцію.

## Фізичні властивості
Безбарвна масляниста рідина, температура плавлення — −51 °C, температура кипіння 176°С. Індан не розчинний у воді, змішується зі спиртами і ефірами.

## Хімічні властивості
Індан окислюється перманганатом калію у лужному середовищі до фталевої кислоти. 
При окисленні індану такими реагентами, як перекис водню або трет-бутилгідропероксид, у якості основного продукту отримують індан-1-он, індандіон отримують лише як домішку.
Дегідрогенізується при 470-530°C у присутності хром(VI) оксиду до індену.
При взаємодії з H2  (360-380°C) у присутності платини  на вуглеці перетворюється на 1-метил-2-етилбензен.
Бромується в присутності оцтової кислоти бромом  з утворення суміші  4-бром- і 5-броміндана. 
Сульфується концентрованою сульфатною кислотою при 150°C до індан-5-сульфокислоти .
Взаємодіє з HSO3 Cl при — 10°C, утворюючи суміш індан-4- та індан-5-сульфохлоридів. 
При взаємодії індану з діазометаном під впливом ультрафіолетового світла утворюється циклопентаногептадієн, дегідратацією якого у присутності Pd на вугіллі отримують азулен.